# Хубелу
Хубелу (англ. Khubelu) — одна з місцевих громад, що розташована в районі Мокотлонг, Лесото. Населення місцевої громади у 2006 році становило 8 690 осіб.